# جاي فرانك
جاي فرانك (بالإنجليزية: Jay Frank)‏ هو كاتب أمريكي، ولد في 1971، وتوفي في 13 أكتوبر 2019.